# Museo del prosciutto e dei salumi di Parma
Il Museo del prosciutto e dei salumi di Parma, o più comunemente Museo del prosciutto di Parma, è un museo etnografico dedicato al prosciutto e agli altri salumi di Parma, collocato all'interno dell'ex Foro Boario in via Fabio Bocchialini 7 a Langhirano, in provincia di Parma.

## Storia

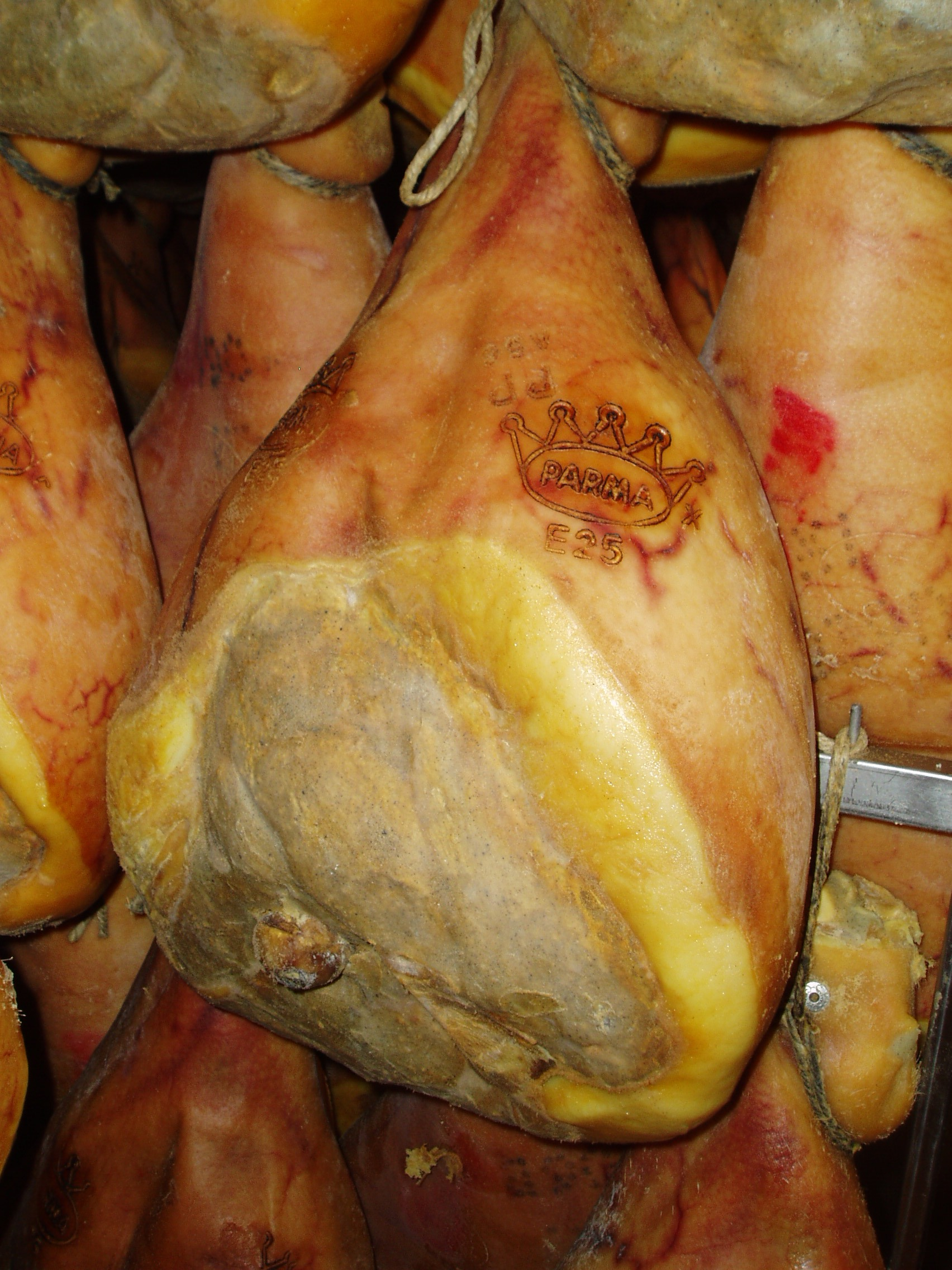
Un prosciutto di Parma marchiato a fuoco

Nel 2001 fu fondato il "Comitato Promotore dei Musei del Cibo", dal 2003 Associazione dei Musei del Cibo della Provincia di Parma, che riuniva la Provincia di Parma, i Comuni di Soragna, Langhirano e Collecchio, i consorzi di tutela dei Prodotti Tipici, la Camera di Commercio di Parma e le associazioni economiche di categoria; l'ente da allora si occupò della creazione e gestione della rete di Musei del Cibo nella provincia di Parma, avviando una serie di lavori che interessarono alcuni edifici pubblici, tra cui, dal 2002, l'ex Foro Boario langhiranese, vasto edificio in pietra e mattoni nato nel 1928 come mercato degli animali e successivamente adibito a magazzino comunale.
Il museo del prosciutto e dei salumi di Parma, collocato al livello terreno della struttura, sviluppata su una pianta a L con un lungo porticato chiuso da vetrate, fu inaugurato il 2 maggio del 2004.

## Percorso espositivo

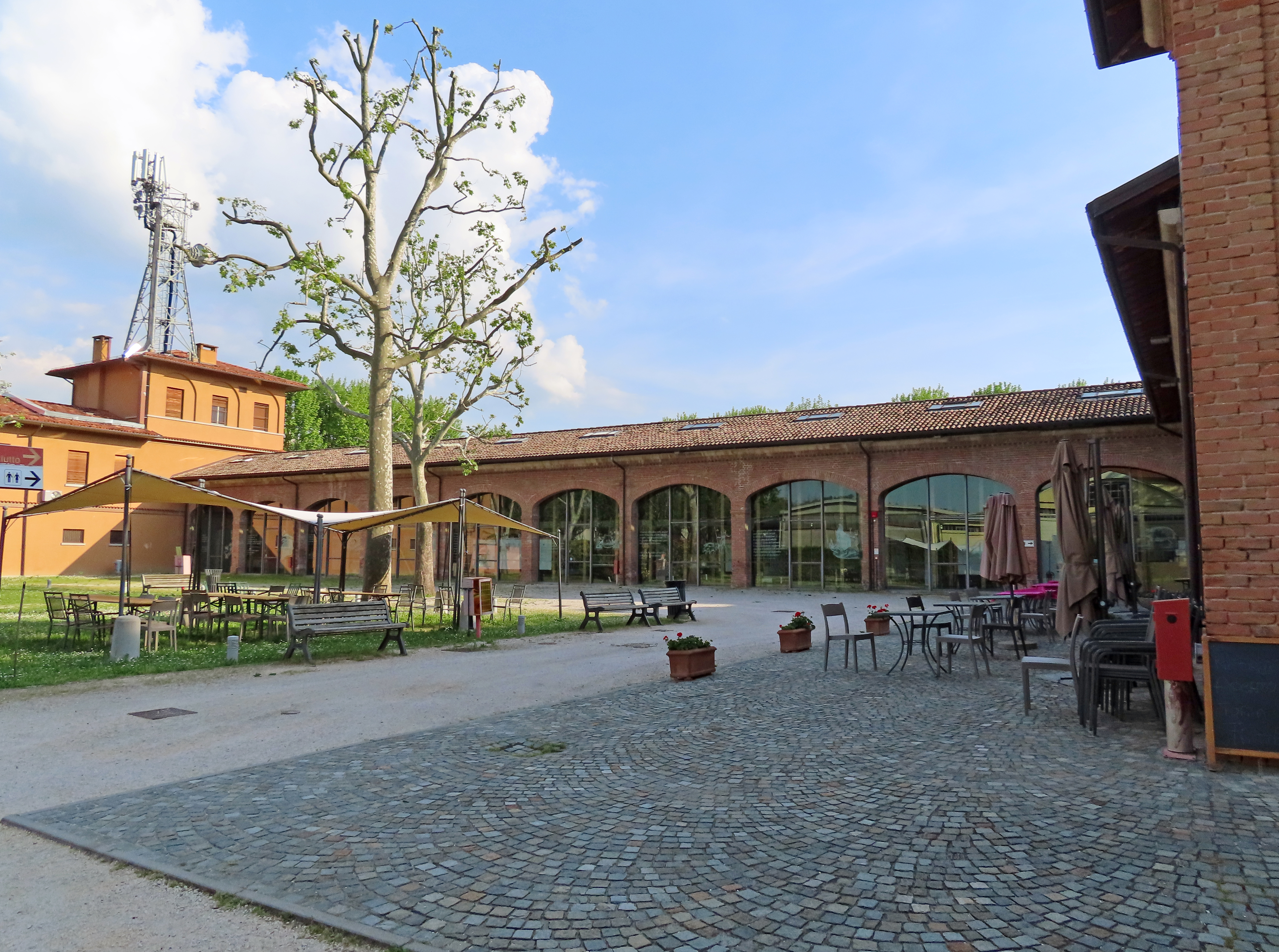
Cortile d'ingresso

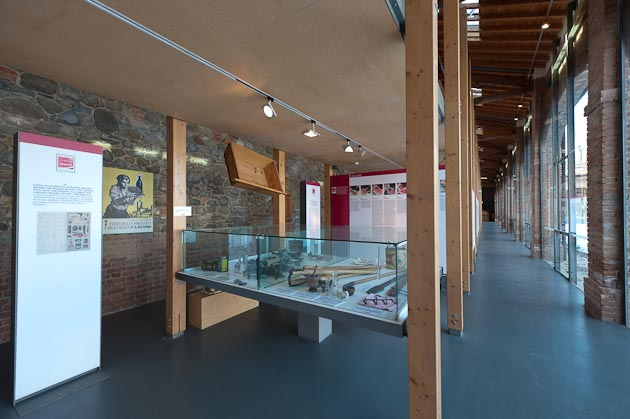
Interno del museo

Lo spazio espositivo, collocato all'interno del porticato vetrato, è suddiviso in otto sezioni, separate da una serie di telai in legno simili alle strutture su cui vengono appesi i salumi per la stagionatura, dette localmente "scalere".
La prima sezione descrive, attraverso una serie di pannelli, il territorio del Parmense, la storia dell'agricoltura locale e il suo rapporto con l'allevamento degli animali.
La seconda illustra le varie razze suine allevate per la produzione dei salumi, tra cui l'autoctono suino Nero di Parma.
La terza è dedicata al sale, ingrediente indispensabile per la conservazione e la stagionatura dei salumi.
La quarta descrive, attraverso un campionario di oggetti antichi e moderni e una serie di pannelli espositivi, il lavoro dei norcini e la sua evoluzione storica.
La quinta illustra, su pannelli, la varietà dei salumi parmensi: oltre al Prosciutto di Parma, il Culatello di Zibello, il Salame di Felino, la Spalla di San Secondo e vari altri prodotti della norcineria del territorio, tra cui lo strolghino.
La sesta, dominata da un'affettatrice Berkel del 1929, è dedicata alla storia della gastronomia.
La settima, la più ampia del museo, descrive, attraverso pannelli, foto, documenti e plastici, il processo di lavorazione del prosciutto e l'evoluzione storica delle strutture dei salumifici della zona.
L'ottava è dedicata alle informazioni più importanti riguardanti il Prosciutto di Parma e gli altri prodotti agro-alimentari.
Il percorso si conclude in due ulteriori spazi, dedicati rispettivamente alla degustazione e alla vendita di prodotti tipici.